# Heřman Pokorny
Heřman šlechtic Pokorny (německy Hermann Edler von Pokorny) (5. února 1839 Opava – 26. prosince 1925 Vídeň) byl rakousko-uherský generál. V c. k. armádě sloužil od roku 1858, řadu let strávil v Uhrách (Pécs, Košice), krátce sloužil také v Josefově. Svou kariéru završil jako velitel 6. armádního sboru (1899–1902) a v roce 1901 dosáhl hodnosti generála jezdectva. V roce 1902 odešel do penze, po vzniku Československa mu byla přiznána hodnost generála III. třídy ve výslužbě v československé armádě (1920).

## Životopis
Byl nejstarším synem státního úředníka a krajského prezidenta v Žatci Heřmana Pokorného (1798–1873), který byl v roce 1859 povýšen do šlechtického stavu. Narodil se v Opavě, kde tehdy jeho otec působil jako krajský komisař, podle otcova služebního zařazení pak dětství strávil v Hranicích, Těšíně, Vídni a Olomouci. Studoval na Tereziánské vojenské akademii ve Vídeňském Novém Městě a do armády vstoupil v roce 1858 jako podporučík k 1. hulánskému pluku. Zúčastnil se prusko-rakouské války a v roce 1866 byl již rytmistrem u 13. husarského pluku. S tímto plukem strávil několik let v Uhrách, později si ještě doplnil vzdělání na Válečné škole (K.u.k. Kriegschule) ve Vídni, po jejím absolvování byl zařazen do důstojnického sboru generálního šábu. V roce 1876 byl povýšen na majora a byl šéfem štábu pěchotní divize v Budapešti. V roce 1878 se zúčastnil okupace Bosny a Hercegoviny a v hodnosti podplukovníka (1879) působil znovu u generálního štábu, později byl šéfem štábu 9. armádního sboru v Josefově. V roce 1883 byl povýšen na plukovníka a stal se velitelem 7. husarského pluku v Pécsi, kde strávil šest let.
V roce 1889 dosáhl hodnosti generálmajora a převzal velení 6. jezdecké brigády v Košicích. V Košicích působil několik let, později převzal velení 53. pěší brigády. V roce 1894 získal hodnost polního podmaršála a jako velitel 17. pěší divize byl přeložen do Varaždína (1894–1899). Poté se vrátil do Košic, kde byl jmenován vrchním velitelem 6. armádního sboru (1899–1902). V roce 1901 dosáhl hodnosti generála jezdectva a k datu 1. listopadu 1902 byl penzionován. Po rozpadu monarchie mu byla v roce 1920 přiznána hodnost generála III. třídy v československé armádě s nárokem na penzi. Zemřel ve Vídni v roce 1925 ve věku 86 let.

## Tituly a ocenění
Během vojenské kariéry obdržel řadu ocenění. Byl nositelem Leopoldova řádu, Řádu železné koruny III. třídy, Vojenského záslužného kříže s válečnou dekorací a Vojenské záslužné medaile. Několik vyznamenání získal také od cizích panovníků, byl nositelem velkokříže Řádu rumunské koruny a pruského Řádu červené orlice II. třídy. Jako velitel armádního sboru získal titul c. k. tajného rady s nárokem na oslovení Excelence (1899). Od roku 1901 byl čestným majitelem pěšího pluku č. 25 dislokovaného v Lučenci.

## Rodina
V roce 1874 se ve Vídni oženil s Johannou Würthovou (1849–1931), dcerou právníka a spisovatele Josefa Würtha. Manželství zůstalo bezdětné.
Jeho mladší bratři sloužili také v armádě, August (1841–1890) byl podplukovníkem a nejmladší Viktor (1843–1908) dosáhl hodnosti polního podmaršála.